# Киколи
Ки́коли —  село в Україні, у Прилуцькому районі Чернігівської області. Входить до складу Ічнянської міської об'єднаної територіальної громади. Населення становить 24 осіб.

## Географія
Село Киколи знаходиться в північно-західній частині району, на правому березі річки Іченька. Вище за течією на відстані 0,5 км розташоване село Хаєнки,
нижче за течією на відстані 2 км розташоване село Червоне, на протилежному березі - село Воронівка.
Село розташоване в центральній частині району, на правому березі річки Іченька. Відстань від Чернігова — близько 150 км до Ічні — 11 км, до Хаєнок – 1,5 км. Найближча залізнична станція — Августівка на лінії Бахмач — Прилуки Полтавської дирекції залізничних перевезень за 8 км. Село з усіх боків оточене лісами та болотами.

## Історія
Село вперше згадується в 50-х роках XVIII століття як хутір Кикальський. В 1781 р. належав реєстровим (виборним) козакам Війська Запорозького Кикалу і Куриленку. Назва виникла від прізвища першого засновника. Хутір входив до складу Монастирищенської сотні Прилуцького полку (нині село Монастирище Ічнянського району).
В 1791 р. на хуторі налічувалося 28 душ чоловічої статі податкового населення. Після ліквідації Гетьманщини (1782) хутір входив до складу Чернігівського намісництва, а потім до Малоросійської губернії. Після поділу Малоросійської губернії в 1802 р. на Полтавську і Чернігівську хутір Кикальський ввійшов до складу Прилуцького повіту Полтавської губернії.
Більшість козаків хутора носили прізвище Куриленко. На початку ХІХ століття козаки Василь, Яків і Андрій Куриленки  вислужили в російській армії обер-офіцерські чини і отримали дворянське звання. У відставного капітана Андрія Івановича Куриленка в 1829 р. було на хуторі 5 дворів селян-кріпаків, 20 осіб чоловічої і 18 жіночої статі. Його вдові  Агафії Іванівні в 1839 р. належали 3 двори селян, чоловічої статі – 15 і жіночої 18. В 1840 р. на хуторі був 1 двір військових, 7 дворів козаків, 3 двори кріпаків, 107 жителів.
Є на мапі 1826-1840 років як хутір Кікільський
В 1859 р. на хуторі було 12 дворів, 105 жителів, приписаних до парафії  церкви Іоанна Богослова села Хаєнок. На погості знесеної в 1936 р. церкви зберігся надмогильний пам’ятник полковнику Івану Івановичу Куриленку (1839-1905), який після відставки проживав на хуторі.
Після селянської реформи 1861 р. козаки хутора підлягали Вільшанському волосному правлінню відомства Палати державного майна. В 1886 р. село називалося хутір Кикали, там було 14 дворів козаків, 1 двір казенних селян, 2 двори міщан, всього 19 хат, 101 житель. В 1910 р. на хуторі було 32 господарства, з них козаків – 24, селян – 2, інших непривілейованих – 4, привілейованих – 2. Налічувалося 180 жителів, з них 1 кравець, 3 ткачі, 11 поденників, інтелігентними заняттями займалася 1 особа та 8 осіб іншими неземлеробськими заняттями, решта дорослого населення займалося землеробством на 474 десятинах придатної землі.
В 1920-1921 рр. Кикали стали осередком повстанського руху проти влади більшовиків. Жителі хутора підтримували повстанців із загонів Кожушка, Коваленка, Скрипченка, Скубана, які боролися з продовольчими загонами, брали і безпосередню участь у збройному опорі (Василь Жовтобрюх та ін.). На хуторі призначили відповідачів, які мали повідомляти про наближення або появу повстанських загонів, і були, фактично, заручниками. Відповідачами стали Кальян Кузьма Аврамович та Куриленко Олексій Микитович. Широкомасштабні каральні заходи і терор призвели до поступового згасання повстанського руху.
У 1923 р. була проведена територіальна реформа, за якою Кикали ввійшли до Малодівицького району Прилуцької округи, і були підпорядковані Хаєнківській сільраді. Тоді ж з’явилася і сучасна назва Киколи, імовірно, через технічну помилку. У 1925 р. у Кикалах було 54 двори, 265 жителів, а в 1930 р. – 53 двори, 249 жителів.
У 1929 р. на хуторі почалася колективізація. Селяни хутора вступати до колгоспу, який назвали “Перебудова”, відмовилися. Тоді почався тиск, залякування, а потім і репресії. На селян накладали непомірно високий податок, який згідно інструкції необхідно було сплатити в три дні, а тих, хто не міг заплатити, об'являли куркулями і висилали до Сибіру. Списки на виселення складалися в Хаєнківській сільській раді, головою якої був Андрій Юрченко, а парторганізацію очолював Завада. Від складання списків до подачі вагонів пройшла пара місяців, тому окремі жителі Кикалів втекли з хутора, зокрема Павло, Олександр та Степан Куриленки. Далі вони були змушені приховувати своє “куркульське” походження. Степана Микитовича Куриленка в 1938 р. заарештували у Вологодській області та засудили до 10 років таборів.
А основною формою розкуркулювання була конфіскація всього майна, землі, а також виселення з хат за несплату податків. Розкуркулювання проводилося за ініціативою членів комітету незаможників, який складався з бідняків, їх на селі називали ледарями та неробами.
Остаточно супротив селян колективізації був подоланий у результаті голодомору 1932-1933 рр. Конфіскація зерна та худоби призвела до численних смертей, навесні 1933 р. від недоїдання та дистрофії помирали, перш за все, старі люди, хворі та малі діти. У Кикалах
вимирали і цілі сім’ї. У лісі за хутором встановлено дубовий хрест на могилах сімей Якова і Федора Кондрацьких. Померлих тоді не було кому нести на цвинтар на іншому кінці хутора, їх закопали в лісі.
У листопаді 1936 р. відбулася чергова територіальна реорганізація, хутір Кикали передали зі складу Малодівицького до Ічнянського району Чернігівської області (заснована в 1932 р.).
Під час Другої світової війни в результаті мобілізації літа 1941 р. на фронт пішла більша частина чоловіків хутора. З вересня 1941 р. по вересень 1943 р. хутір знаходився під німецькою окупацією. Німці відновили сільськогосподарське виробництво, у сільській общині вирощували жито та просо, за що нараховувалися трудодні. Військова комендатура, якій підпорядковувався хутір, знаходилася в Монастирищі, комендантом був німець Шнайдер. Він часто з’являвся на хуторі на бричці у супроводі солдата-охоронця та перекладача.
Селяни підтримували партизанів із загону Є.Х. Соколовського, чому сприяло географічне положення хутора.
Після звільнення від окупації в Кикалах було створене відділення колгоспу ім. М.Шевченка села Хаєнки, спеціалізувалися на вирощуванні телят та зернових культур. Діяли сільський клуб і крамниця споживкооперації.
Під час Перебудови на основі колгоспу було створене акціонерне товариство “Світанок”.
До 2017 року орган місцевого самоврядування — Хаєнківська сільська рада. Із 23.02.2017 р. село входить до складу Ічнянської міської об'єднаної територіальної громади. 17.07 2020 р. Ічнянський район був ліквідований , село ввійшло до складу Прилуцького району.   
Зараз хутір знелюднів, в 2001 р. там мешкало 24 жителі, за даними на 2013 р. зареєстровано 6 жителів, а фактично проживало дві особи.